# 斯卡蒂科克 (紐約州)
斯卡蒂科克（英語：Schaghticoke）是一個位於美國紐約州倫塞勒縣的鎮。

## 人口
根據2020年美國人口普查的數據，斯卡蒂科克的面積為134.32平方千米，當中陸地面積為128.85平方千米，而水域面積為5.47平方千米。當地共有人口7445人，而人口密度為每平方千米55人。